# Joseph V. Quarles
Joseph V. Quarles (Kenosha, 1843. december 16. – Milwaukee, 1911. október 7.) az Amerikai Egyesült Államok szenátora (Wisconsin, 1899–1905).